# Diverxia
Diverxia es una banda de rock formada a principios de 2010 en Buenos Aires, Argentina. El grupo contó con una participación en el festival Jardín América siendo acompañados por Flavio Cianciarulo y formó parte del CeraXti homenaje a Gustavo Cerati. En el 2014 graban su primer disco de estudio "Ahora es Cuando". En el 2023 lanzaron su 2.º disco, esta vez en vivo, llamado "DESEO ESTE LUGAR" (Ambos álbumes se encuentran en Spotify  y YouTube.)
Finalmente en enero de 2025 la banda se separa.

## Antecedentes
Después del lanzamiento de su primer EP, la banda tuvo lugar en varios eventos importantes aunados al rock argentino, en 2011 participaron en el evento CeraXti homenajeando al cantante Gustavo Cerati frente a la familia del mismo, Esto les permitió lanzar su segundo vídeo musical en el programa NBN del canal CM, bajo el nombre de «Ahora es Cuando». El grupo contó con una participación en el festival Jardín América siendo acompañados por Señor Flavio el bajista de la famosa banda Fabulosos Cadillacs. En inicios de 2013, la banda comenzó a trabajar en su segunda producción musical, lo que luego será su primer álbum de estudio. Finalmente en el año 2014 y producido de forma independiente sale a la luz el primer álbum de la banda intitulado Ahora es Cuando. En marzo de 2023 comienzan la grabación de lo que se convertirá en su segundo disco de estudio (el cual no ve la luz debido a la separación de la banda) y en septiembre del mismo año lanzan el primer disco en vivo de la banda llamado Deseo este Lugar el cual refleja la energía del trío sobre los escenarios. En enero de 2025 por motivos internos la banda deja de existir.

## Estilo musical
Con influencias de bandas y solistas del rock argentino e internacional como lo son Luis Alberto Spinetta, U2 y Gustavo Cerati es como Diverxia se expandió al rock más elaborado llegando al Pop rock o Alternativo y siendo así participé en distintos recitales acústicos en directo.

## Miembros

### Miembros
- Alexander Koremblit — Voz, Guitarras, Secuencias
- Gerardo Bur — Bajo, Coros, Strings
- Luis Della Morte — Batería, Percusión, Coros, Secuencias, Teclados Virtuales

## Discografía
| Álbum                      | Año  |
| -------------------------- | ---- |
| Ahora es cuando            | 2014 |
| Deseo este lugar (En vivo) | 2023 |